# La muerte de Sardanápalo
La muerte de Sardanápalo es un cuadro de gran tamaño, obra de Eugène Delacroix. Se conserva en el Museo del Louvre de París, donde se exhibe con el título de Mort de Sardanapale. Sobre el mismo tema, el museo alberga igualmente un boceto previo (un pequeño cuadro de 81 x 100 cm.), y además Delacroix pintó en 1844 una réplica (aprox. 73 x 82 cm.) ahora en el Museo de Arte de Filadelfia.

## Tema
Sardanápalo es un rey legendario de Nínive en Asiria que habría vivido de 661 a. C. al 631 a. C. Se creía que sería una mitologización de Asurbanipal, un rey muy belicoso; sin embargo es más probable la posibilidad de que Sardanápalo fuera Shamash-shum-ukin, el hermano de Asurbanipal; siendo este último el encargado de gobernar Babilonia. Sardanápalo conspira contra Assurbanipal y, para castigarlo, este rey asedió la ciudad (650 a. C.-648 a. C.). Cuando Sardanápalo intuye la derrota inminente, decide suicidarse con todas sus mujeres y sus caballos e incendiar su palacio y la ciudad, para evitar que el enemigo se apropie de sus bienes.
La escena representada por Delacroix muestra el episodio dramático de la muerte del soberano, cuya capital es asediada sin alguna esperanza de libertad y que decide suicidarse. Delacroix sintió la necesidad de realizar algunas declaraciones cuando el lienzo fue expuesto por primera vez, y lo hizo en los siguientes términos:

Los rebeldes asediaron su palacio... Acostado en una magnífica cama, en la cima de una inmensa hoguera, Sardanápalo da la orden a sus eunucos y a los oficiales de palacio de degollar sus mujeres, sus pajes, hasta sus caballos y sus perros favoritos; ninguno de los objetos que habían servido a sus placeres debían sobrevivir.

El poeta inglés Lord Byron, uno de los emblemas del romanticismo, había publicado en Inglaterra en 1821 un drama - Sardanapalus - traducido en Francia en 1822. Ciertos historiadores piensan que Delacroix habría extraído su inspiración de él. El poema narra el trágico fin de este legendario rey de Asiria, que, vio escapar su poder a consecuencia de una conspiración, eligió, al rendirse contar que su derrota fue ineluctable, arrojarse en compañía de su favorita, Myrrha, una esclava, a las llamas de una gigantesca hoguera. Delacroix parece haber retomado la trama general del drama de Byron - Myrrha sería la mujer sobre la cama a los pies del monarca -, pero parece, en cambio, que el holocausto de las mujeres, de los caballos y del tesoro, lo extrajo de otro autor, Diodoro de Sicilia, que narra una escena análoga en su Biblioteca histórica:

Para no caer preso del enemigo, hizo instalar en su palacio una gigantesca hoguera en la cuál puso su oro, su plata y todas sus posesiones de monarca; se encerró con sus mujeres y sus eunucos en un espacio habilitado en medio de la hoguera, dejándose así quemar con su gente y su palacio.

## Análisis

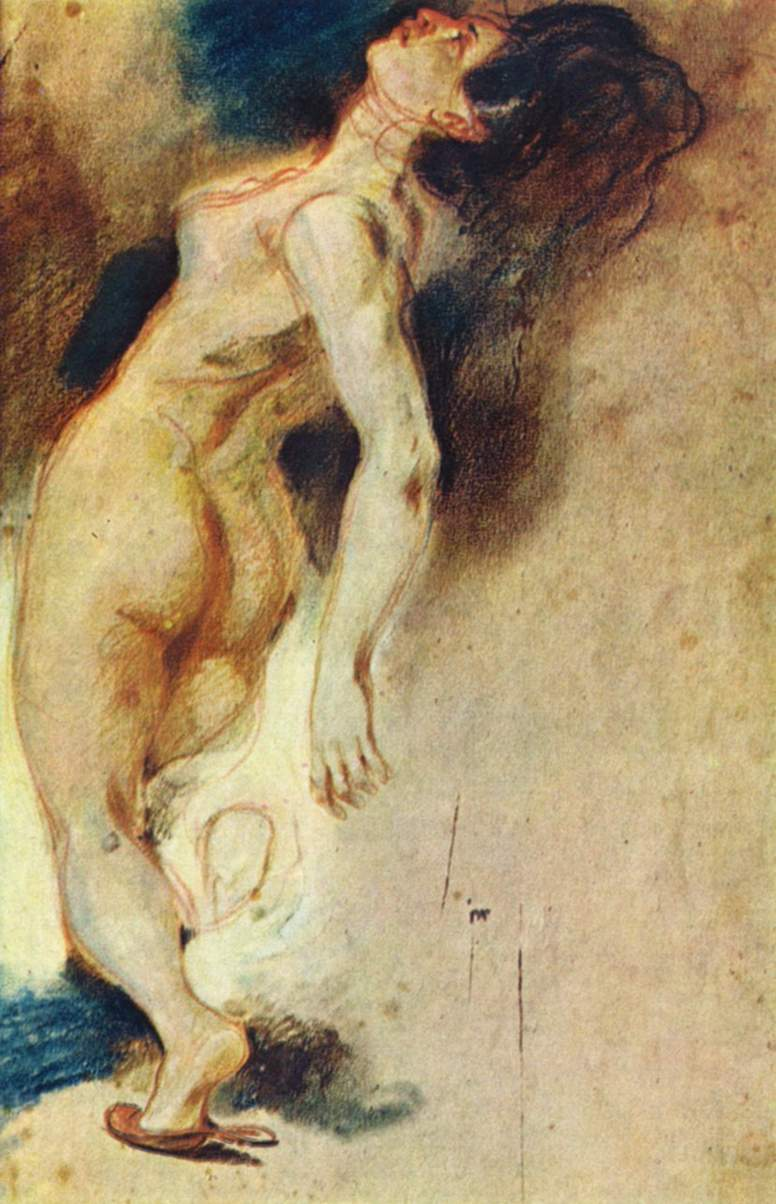
Estudio de Desnudo femenino visto desde atrás, Pastel, sanguina y tiza sobre papel, 40X27 cm.

No es esta Muerte de Sardanápalo un lienzo perfilado. La pintura yuxtapuesta de los rayos de color que representan una forma únicamente cuando retrocedemos. El color domina, la luminosidad es brillante. Delacroix utiliza preferentemente colores cálidos, en particular pigmentos castaños y rojos; de ellos surgen, poco a poco, colores más claros como el blanco de las telas, de la túnica o de la piel del caballo, y los amarillos y anaranjados de los cuerpos de las mujeres.
Sobre un gran lecho está dispuesto Sardanápalo, impasible. A su alrededor, se arremolinan personas, animales y objetos, en una composición abigarrada en torno a distintos ejes que se entrecruzan.
Era su primera composición en diagonal. La luz marca una diagonal que va desde el monarca asirio, arriba en lo alto, hasta el hombre que está dando muerte a una mujer, abajo a la derecha, que pasa por la figura de una joven muerta y un hombre agonizante, ambos cuerpos blancos sobre el lecho de intenso color rojo. A los pies del lecho y delante de la figura de la mujer que va a ser asesinada, aparece una esclava circasiana, cuya piel es más oscura que el resto de los personajes.

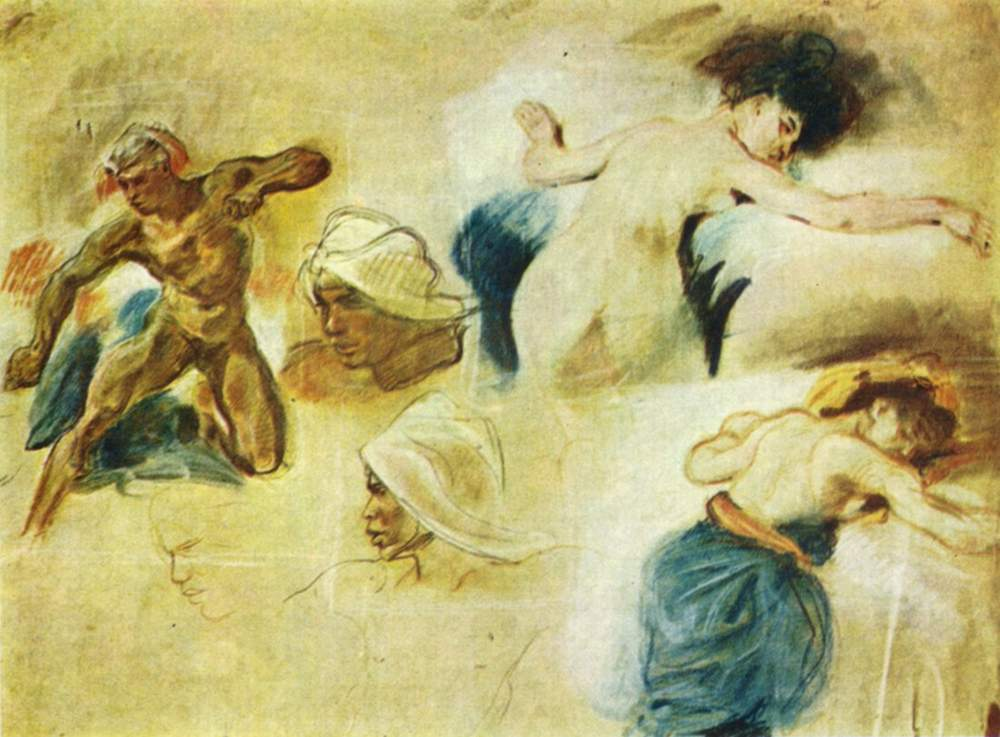
Estudio para la muerte de Sardanápalo, Pastel con trazos de lápiz, sanguina, lápiz negro y tiza sobre papel, 44X58cm.

Este cuadro supuso el triunfo definitivo de la escuela romántica en pintura. Más allá de la historia, este cuadro aparece como un manifiesto de la rivalidad entre la pintura romántica (representada por Delacroix) y el clasicismo o el neoclasicismo (representado por Ingres) ya que Delacroix pone delante de su obra esta relajación de las convenciones formales, que rechazan las clásicas: estas no son más que las formas y los sujetos que el artista pone en valor, además de la intensidad de los colores, de los contrastes y de la luz (La pugna del dibujo y del color entre Ingres y Delacroix).
La obra fue expuesta en el Salón de 1827, certamen donde Ingres expuso La apoteosis de Homero. Fue peor recibida aún que otra obra anterior de Delacroix, La matanza de Quíos (1824) expuesta dos años antes, que había sido un escándalo y promovió a Delacroix al rango de jefe de filas de la escuela romántica de pintura. El escándalo obedecía a que la perspectiva era muy poco convencional, la pincelada parecía demasiado libre y las figuras presentaban una anatomía distorsionada. El cuadro fue ignorado durante casi un siglo, hasta su compra para el Louvre en 1921. En 2023 ha sido sometido a una restauración, centrada en la eliminación de barnices oscurecidos .
La Muerte de Sardanápalo es ciertamente el lienzo más romántico de Delacroix. Sobre el mismo tema, Hector Berlioz escribió una cantata que le valió su primer éxito oficial.